# Gallirallus sharpei
Gallirallus sharpei är en fågel i familjen rallar inom ordningen tran- och rallfåglar. Den är enbart känd från typexemplaret från 1900 med okänt ursprung men som spekuleras ha kommit från Indonesien. Eftersom den inte setts sen dess antas den vara utdöd, men senare studier visar att den troligen är en färgmorf av rostbandad rall (Gallirallus philippensis). Därmed är den avförd från IUCN:s rödlista sedan 2010.